# Walter A. Brown Trophy

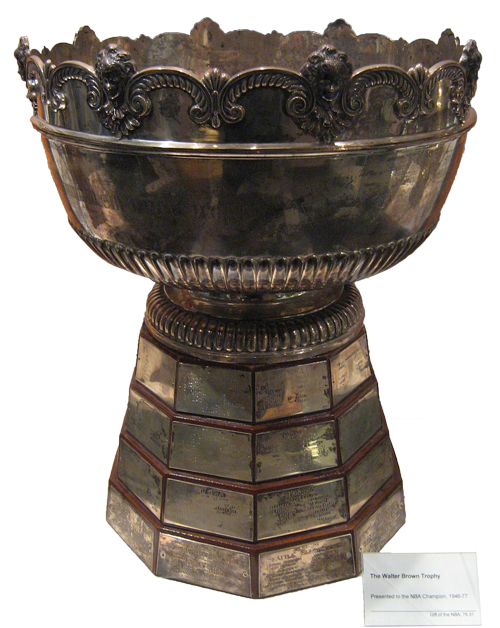

Walter A. Brown Trophy – trofeum przyznawane mistrzom BAA i NBA w latach 1949-1977. Puchar został nazwany na cześć Waltera A. Browna, założyciela Boston Celtics, który odegrał kluczową rolę w połączeniu BAA i National Basketball League w 1949 roku. 
Pierwszym zwycięzcą tego trofeum była drużyna Philadelphia Warriors, która pokonała Chicago Stags. Boston Celtics wygrali to trofeum 14 razy, najwięcej w historii. Ostatnią  drużyną, która zdobyła ten puchar była Philadelphia 76ers.